# قمة هانوي بين كوريا الشمالية والولايات المتحدة 2019
قمة هانوي بين كوريا الشمالية والولايات المتحدة 2019، والمعروفة باسم قمة هانوي، كانت اجتماع قمة لمدة يومين بين الزعيم الأعلى لكوريا الشمالية كيم جونغ أون والرئيس الأمريكي دونالد ترامب، عُقد الاجتماع في مدينة هانوي، فيتنام، خلال الفترة من 27 إلى 28 فبراير 2019. وكان هذا هو الاجتماع الثاني بين زعيمي كوريا الشمالية والولايات المتحدة بعد اجتماعهما الأول في سنغافورة في العام السابق.